# Mirovina
Mirovina je mjesečna novčana naknada ili druga pogodnost stečena na osnovi osiguranja za slučaj starosti, invalidnosti ili smrti ili dodijeljena zbog zasluga. Stjecanje prava na mirovinu utvrđeno je zakonom. Mirovine se isplaćuju i postumno u slučajevima kada se nasljednici i druge materijalno ovisne osobe pokojnog osiguranika nisu u stanju samostalno uzdržavati. Ovisno o uvjetima pod kojima je stečena, mirovina može biti starosna, invalidska, obiteljska ili povlaštena npr. boračka.

## Privatni fondovi
Na tržištu usluga sve se više uključuju privatni fondovi osiguranja. Pri tome osoba uplaćuje određenu svotu novca tijekom ugovorenog vremena. Osim novčane nadoknade, umirovljenici mogu imati i druge povlastice, kao što je niža cijena za gradski, željeznički i drugi prijevoz, za različite ulaznice i sl.